# Nowe Kaczkowo
Nowe Kaczkowo (prononciation : [ˈnɔvɛ kat͡ʂˈkɔvɔ]) est un village polonais de la gmina de Brok dans le powiat d'Ostrów Mazowiecka de la voïvodie de Mazovie dans le centre-est de la Pologne.

## Histoire
De 1975 à 1998, le village appartenait administrativement à la voïvodie d'Ostrołęka.